# Monica Mattos
Pour les articles homonymes, voir Mattos.
Monica Mattos, née le 6 novembre 1983 à São Paulo au Brésil, est une actrice pornographique brésilienne. Elle entame sa carrière au Brésil en 2003 et aux États-Unis en 2005.

## Biographie
Elle remporte l'AVN Award de la « meilleure performeuse étrangère » en 2008.
En 2006, elle déclenche une controverse en apparaissant dans une vidéo zoophile avec un cheval.

## Récompenses
- 2008 : AVN Award de la meilleure performeuse étrangère[1]